# Amade Esade Paxá

Amada Esade Paxá, 1860

Amada Esade Paxá (em turco:  Sakızlı Ahmet Esat Paşa; 1828, Quio - 1875, Esmirna) foi um estadista otomano. Ele foi grão-vizir do Império Otomano durante dois mandatos:
- 15 de fevereiro de 1873 - 15 de abril de 1873
- 26 de abril de 1875 - 26 de agosto de 1875